# Черненко Семен Федорович
Черненко Семен Федорович (нар. 14 вересня 1877 — 17 січня 1974) — український селекціонер-плодоовочевник, доктор сільськогосподарських наук, професор, Герой Соціалістичної Праці. Автор понад 60 сортів яблунь та 10 сортів груші.

## Біографія
У діда Макара Черненка, селянина із Грем'ячки, було двоє синів — Федір та Тимофій. У Федора та Катерини Черненків було восьмеро дітей. Народився в с. Грем'ячка Глухівського повіту Чернігівської губернії.
Закінчив сільську школу, 1896 року закінчує Воздвиженське сільськогосподарське училище, де залишився працювати, завідував садами. Селекцією почав займатися з 1902 року. На території України загалом вивів 16 сортів яблунь та 1 сорт груші.
В серпні 1906 року одружується із Наталією, з якою в шлюбі мали четверо дітей — Григорія, Юлію, Олексія та Катерину.
1911 року брав участь у Всеросійській виставці садівництва, плодівництва, городництва та виноробства. Господарство, яке він представляв, нагороджено Великою золотою та двома Великими срібними медалями, а сам Черненко — цінним подарунком. У 1926 році переїхав до міста Козлов (сучасний Мічурінськ).
1929 року завершив курси генетики, селекції та насінництва у Всесоюзному інституті прикладної та нових культур в Ленінграді, того ж року вступив на навчання до Сільськогосподарської академії імені К. А. Тимирязєва у Москві. З 1933 року викладає в Інституті плодово-ягідних культур (Плодоовочевий інститут імені І. В. Мічуріна) в Козлові. До 1962 року завідував секцією насіннєвих культур Дослідно-помологічного розплідника (3 1992-го — Всеросійський НДІ генетики і селекції плодових рослин ім. І. В. Мічуріна). З 1931 року займався педагогічною діяльністю в інституті плодових рослин. У 1936 році захищає кандидатську ступінь, у 1938 році — докторську, а з 1946 року стає професором.
В 1941–1944 роках завідував кафедрою селекції, генетики та сортознавства Плодоовочевого інституту, в подальшому — професор цього навчального закладу.
З 1938 по 1948 рік був депутатом Верховної Ради РРФСР.
1961 року перебував в ЧССР на запрошення президента чехословацької академії наук А. Клечко та ознайомлювався із досягненнями місцевого плодівництва.
Входив до складу Вищої атестаційної комісії, Технічної ради міністерства землеробства СРСР, наукових рад міністерств сільського господарства СРСР та РСФСР, був головним редактором журналу «Вісник плодово-ягідних культур».
Створив «Яблуневий календар» — сорти яблунь з різними термінами дозрівання — від літніх до пізньозимових. Були отримані міжродові гібриди яблуні і груші.

## Серед виведених сортів
- яблук:
- «Антонівка нова»
- «Богатир»
- «Діана»
- «Духмяний льодяник»
- «Катірен»
- «Кистеве»
- «Пепін Черненка» (назву дав Мічурін)
- «Ренет зелений»
- «Ренет кам'яний»
- «Ренет колгоспний»
- «Ренет круглий»
- «Ренет новий»
- «Ренет січневий»
- «Ренет Черненка»
- «Ренет Український»
- «Розмарин Український»
- «Тифтлер»
- «Фенікс»
- груші:
- «Бергамот тамбовський»
- «Витончена»
- «Красуня Черненка»
- «Новоселка»
- «Подарунок сторіччю»
- «Тамбовчанка»
- «Улюблениця Мічурінська»
- «Шатрова»
- перший в світовій селекційній практиці плодоносний гібрид яблуні та груші — груша Тонкогілка із сумішшю пилку яблуні.

Написав близько 50 наукових статей та 2 книги. Серед робіт:
- «Селекція та нові сорти яблуні», 1933,
- «Про отримання гібридів між яблунею та грушею», 1957,
- книга «Піввіку роботи в саду», 1957,
- «Методи роботи по створенню нових сортів яблуні», 1978.

## Родина
- Катерина Черненко закінчила 1939 року біологічний факультет Московського університету, біолог та селекціонер, зять — Валентин Іванович Будаговський, засновник промислового карликового садівництва в СРСР.
- Григорій Черненко закінчив Московський радіоінститут.
- Олексій Черненко закінчив гірничий інститут у Владикавказі.
- Юлія Черненко закінчила Плодоовочевий інститут в Мічурінську. З чоловіком Федором Зоріним займалися виведенням нових сортів цитрусових.